# 壺中天
壺中天（こちゅうてん）とは、中国の神仙思想において、壺の中にあるとされる別世界（仙境）。
壺中之天（こちゅうのてん）、壺中の天、壺中の天地、壺中日月（こちゅうじつげつ）などともいう。壷中天とも書く。

## 由来

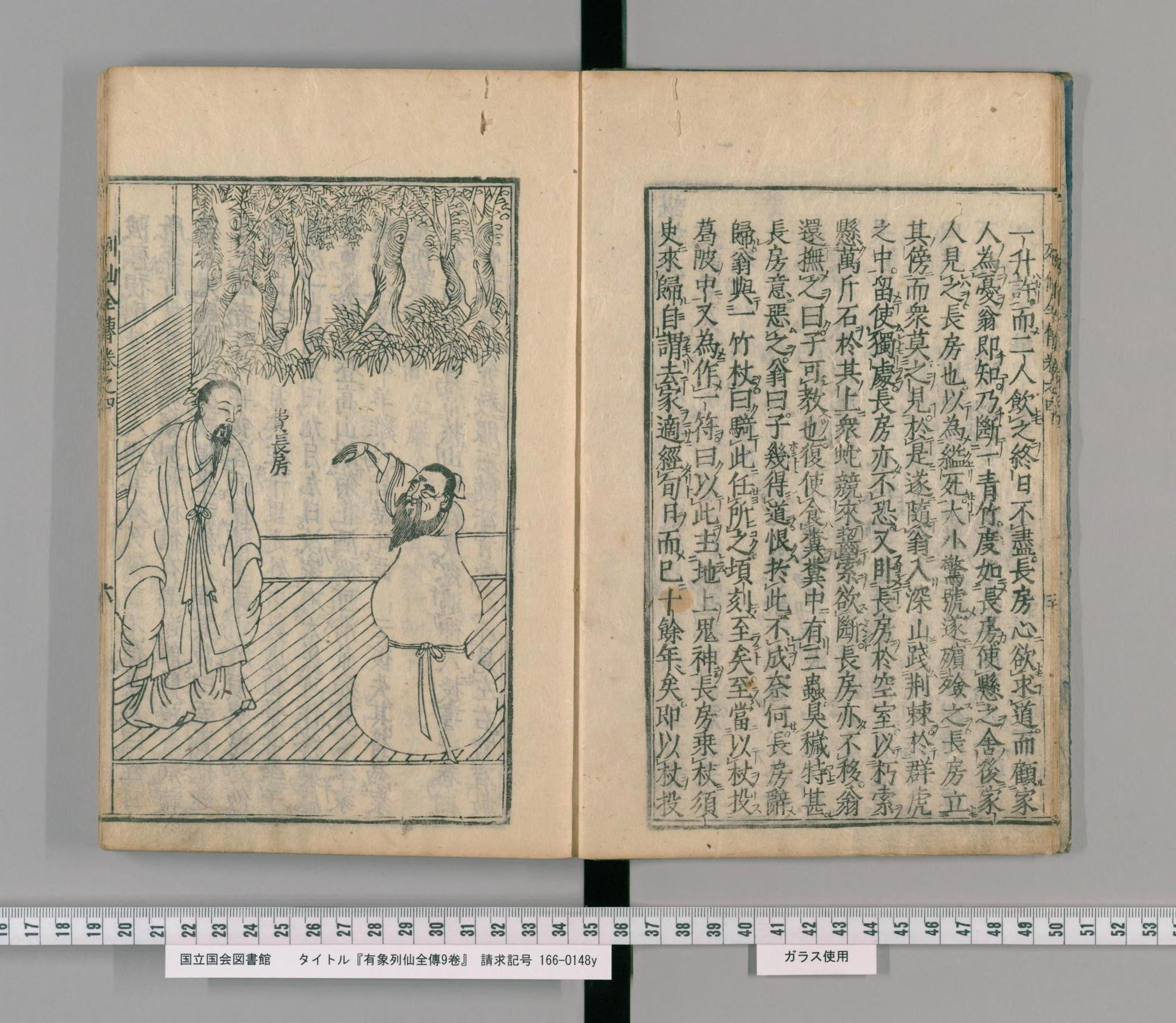
『有象列仙全伝』費長房と壺公

『後漢書』方術伝や『神仙伝』に以下の故事が伝わる。
後漢のあるとき、費長房という男が楼上から市場を眺めていると、薬売りの老翁が、閉店後に軒先に吊るしてあった壺の中に飛び込むのを目撃した。翌日、費長房はその老翁を訪ね、壺の中に同行させてもらった。壺の中には広大な別乾坤があり、宮殿がそびえ、仙人が暮らし、美酒佳肴があふれていた。老翁の正体が仙人だと判明すると、費長房は老翁の弟子となり様々な神術を教わった。
ここでいう「壺」は、人工の壺ではなくヒョウタン（瓠）を指す。「壺」と「瓠」は音通する。
老翁は、『後漢書』では単に「老翁」と呼ばれるが、『神仙伝』では「壺公」と呼ばれる。『太平御覧』巻664では「歴陽の謝元」として出身地と姓名も伝わる。同じ故事は、後世の『蒙求』「壺公謫天」や『三才図会』などでも伝えられる。
別の故事もあり、『雲笈七籤』巻28によれば、施存という男が壺中に天を生み出す術を使い、人々に「壺公」と呼ばれたとされる。

## 類例
壺だけでなく、山中の洞窟（洞天福地・桃源郷）、夢（邯鄲の夢）、棺などの中にも別世界があるとされた。
壺に関する類例として、東方の三神山（蓬莱・方丈・瀛州）の異名に「三壺山」（蓬壺・方壺・瀛壺）があることや、『西遊記』の銀角の武器、『関尹子』二柱篇の一節などが挙げられる。中国各地の民俗には、壺にまつわる起源神話や葬送儀礼がある。

## 影響
中国文学では、宋之問・李白・李賀・李商隠・蘇軾の詩に壺中天が登場する。禅僧圜悟克勤の語録に由来して「壺中日月長」という禅語もある。
内丹術において、人体が壺中天に見立てられることもあった（大宇宙と小宇宙）。
壺中天は日本でも親しまれている。江戸時代の文人・服部南郭は、自身の書斎（隠逸と文房趣味の場）を壺中天に見立てている。現代でも店名や作品名などに広く使われている。「酒を飲んで俗世のことを忘れる楽しみ」という意味でも使われる。